# Atlas Genius
Gli Atlas Genius sono un gruppo musicale australiano formatosi nel 2009 ad Adelaide.

## Storia del gruppo
La band viene formata dai fratelli australiani Keith William Hamilton (voce e chitarra), Steven Roger (basso) e Michael Douglas (batteria) Jeffery, e si completa con il loro amico britannico Darren Sell (tastiera). Tra le loro influenze spiccano Beck, The Police, Death Cab for Cutie, The Beatles e Phoenix.

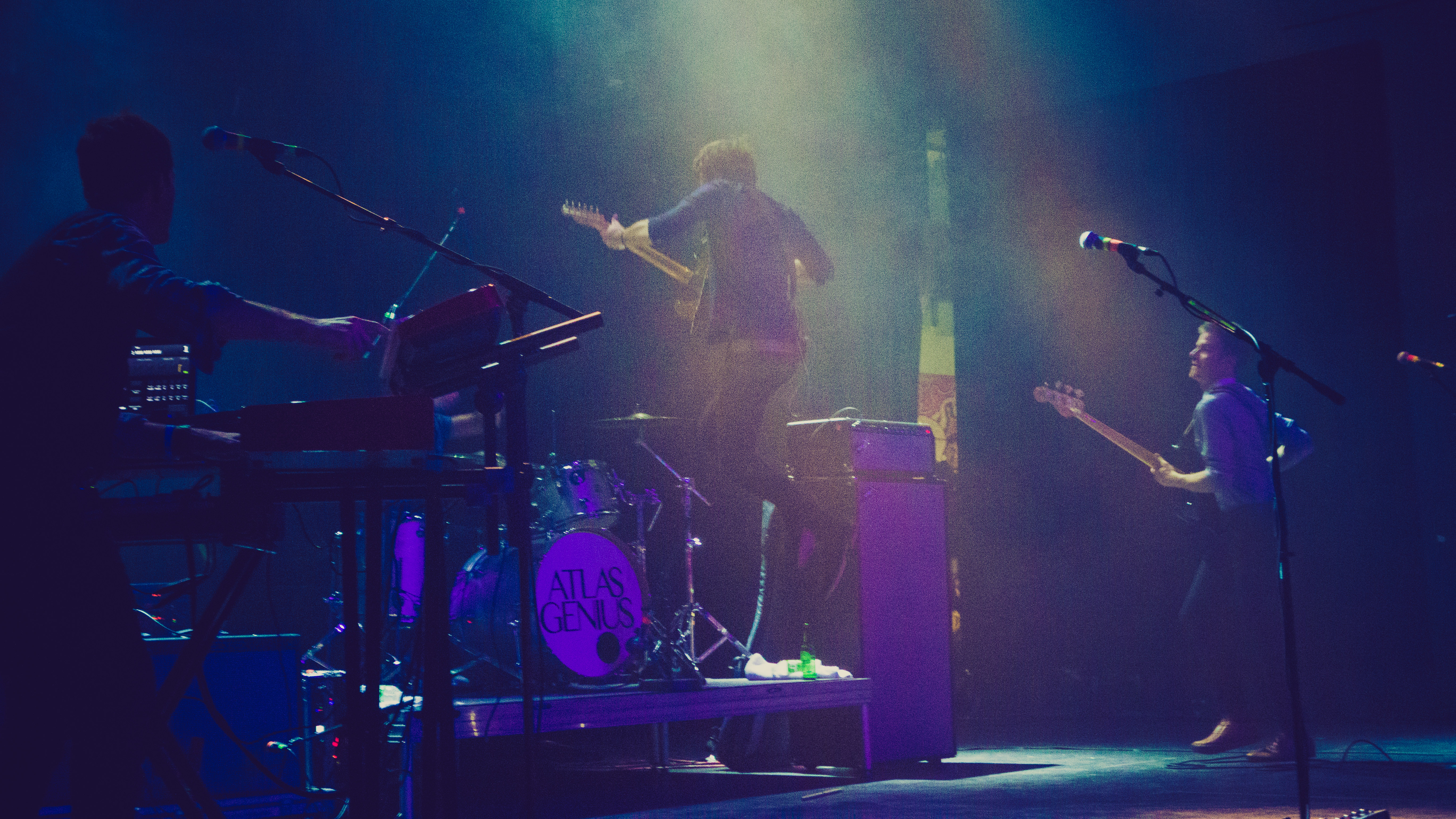
Gli Atlas Genius in concerto ad Austin nell'aprile 2013

Dopo essersi guadagnati il necessario per aprire un proprio studio di registrazione suonando cover nei locali di Adelaide, registrano e pubblicano indipendentemente, nel maggio 2011, il loro singolo di debutto Trojans, che riscuote un inaspettato successo di vendite (oltre 45.000 di download) e garantisce al gruppo un discreto numero di offerte di contratto da parte di varie etichette discografiche. Firmano con la Warner Bros. Records, per la quale registrano il loro EP di debutto Through the Glass, pubblicato nel giugno 2012.. Proprio in questo periodo Steven decide di abbandonare il progetto Il 3 febbraio 2013 viene pubblicato il loro primo album in studio, When It Was Now, che anche grazie al successo dei singoli Trojans (certificato disco d'oro negli Stati Uniti e If So ottiene un discreto successo negli Stati Uniti e raggiunge la 34ª posizione della Billboard 200.
Dopo aver passato l'intero 2013 in concerto e la pubblicazione, a fine anno, dell'album di remix So Electric: When It Was Now (The Remixes), dall'inizio del 2014 la band comincia a lavorare al suo secondo album in studio, tra la loro città di origine in Australia e Los Angeles. Inanimate Objects, questo il titolo dell'album, viene pubblicato il 28 agosto 2015, anticipato dai singoli Molecules, Stockholm, Friends with Enemies e A Perfect End.
Il 27 luglio 2017, dopo due anni di intensa attività dal vivo, pubblicano il nuovo singolo 63 Days. Un altro singolo, Can't Be Alone Tonight, viene pubblicato il 18 gennaio 2019.

## Formazione

### Formazione attuale
- Keith Jeffery – voce, chitarra solista (2009-presente)
- Michael Jeffery – batteria, percussioni (2009-presente)

### Ex componenti
- Steven Jeffery – basso (2009-2012)
- Darren Sell – tastiera, voce secondaria (2009-2013)

### Turnisti
- Joey Ariemma – chitarra ritmica, tastiera, cori (2018-presente)
- Daniel Curcio – basso, cori (2017-presente)
- Steven Jeffery – sintetizzatore (2016-presente)
- Josh Rheault – chitarra ritmica, tastiera, cori (2017)
- Blake Straus – chitarra ritmica, tastiera, cori (2016)
- Dave Green – chitarra ritmica, tastiera, cori (2016)
- Matt Fazzi – chitarra ritmica, tastiera, cori (2015-2016)
- Alex Marans – basso, tastiera, cori (2015-2016)
- Kevin McPherson – basso, tastiera, cori (2012-2014)

## Discografia

### Album in studio
- 2013 – When It Was Now
- 2015 – Inanimate Objects
- 2024 – End Of The Tunnel

### Album remix
- 2013 – So Electric: When It Was Now (The Remixes)